# Iker Iturbe
Iker Iturbe Martínez de Lecea, né le 10 juillet 1976 à Vitoria, en Espagne, est un joueur espagnol de basket-ball, évoluant au poste d'ailier fort.

## Carrière

### Palmarès
- Champion d'Espagne 2000 (Real Madrid)